# Locomotiva LNER 4468 "The Mallard"
The Mallard è una locomotiva a vapore inglese, gruppo A 4 molto nota non solo tra i britannici, per i quali è un vero e proprio monumento nazionale, ma tra tutti gli appassionati del genere.
Conosciuta anche come Germano Reale, The Mallard è il nome ufficiale con il quale venne battezzata la locomotiva n. 4468 appartenente alla Pacific A4 Class, rodiggio (sistema White) 4-6-2, che, il 3 luglio del 1938, stabilì il record inglese di velocità: 126 mph (203 km/h). Questa impresa ha ispirato numerose opere artistiche.
Il record della Mallard è stato registrato in un tratto in leggera discesa 1:200 (0,5%); per questo motivo il record di velocità non è universalmente riconosciuto tra gli appassionati e secondo alcuni andrebbe correttamente attribuito alla locomotiva tedesca dr 05 - 002 che l'11 maggio 1936 toccò i 200,4 km/h in corsa tra Berlino e Amburgo.
Dopo la conquista del record, la locomotiva restò in servizio attivo sino al 1963 macinando nella sua vita operativa circa 2.400.000 chilometri.
In occasione del 50 anniversario dall'evento memorabile, nel 1988, si è provveduto ad un suo completo restauro e la locomotiva ha ripreso vita per altri 15 anni, fino al 2003, anno in cui venne definitivamente ritirata e messa a riposo nel United Kingdom's National Railway Museum di York.

## Il gruppo A4
La Mallard appartiene al gruppo di locomotive A4 con rodiggio Pacific, costruite tra il 1936 e il 1938 in 31 esemplari.
Originariamente la livrea applicata ai primi 4 esemplari costruiti per trainare il Silver Jubilee fu su tre toni di grigio, grigio antracite sul muso, grigio corazzata e grigio argento per il resto della macchina, eccetto il tetto della cabina che era o antracite o corazzata.
Successivamente tutto il gruppo ha assunto la livrea distintiva il blu giarrettiera (dal colore del nastro dell'Ordine della Giarrettiera).
L'esperimento dell'uso del colore verde mela tipico della LNER ebbe durata molto breve, ed anche la livrea grigia scomparve per motivi estetici: una locomotiva blu davanti alle speciali carrozze articolate grigio argento del Silver Jubilee era gradevole, una locomotiva grigio argento davanti ad una composizione di carrozze color tek no.
La guerra portò all'adozione della livrea nera senza decorazioni per tutte le macchine, che
con la creazione delle BR le A4 o riottennero la livrea originale o una livrea simile in cui il verde brunswick prendeva il posto del blu. Inoltre ricevettero una nuova immatricolazione come gruppo 60XXX (60001-60034).
- 60014 Silver Link
- 60015 Quicksilver
- 60016 Silver King
- 60017 Silver Fox
- 60023 Golden Eagle
- 60024 Kingfisher
- 60025 Falcon

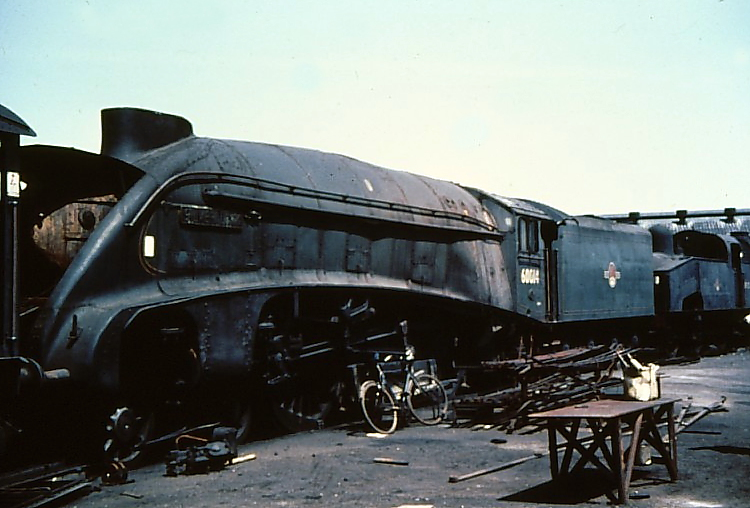
60014 Silver Link 1965

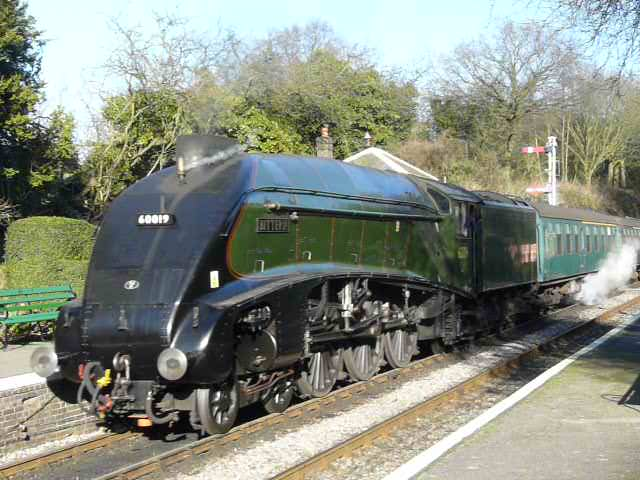
60019 Bittern

- 60026 Kestrel poi Miles Beevor (dal 1/11/1947)
- 60027 Merlin
- 60028 Sea Eagle poi Walter K. Whigham (dal 1/10//1947)
- 60009 Osprey poi Union of South Africa (dal 26/6/1937) - sopravvissuta
- 60010 Woodcock poi Dominion of Canada (dal 15/6/1937) - sopravvissuta
- 60011 Empire of India
- 60012 Commonwealth of Australia
- 60013 Dominion of New Zealand
- 60029 Woodcock
- 60003 Osprey poi Andrew K. McCosh (dal 21/8/1942)
- 60030 Great Snipe poi Golden Fleece (dal 25/9/1937)
- 60008 Golden Shuttle poi Dwight D. Eisenhower (dal 25/9/1945) - sopravvissuta
- 60031 Golden Plover
- 60007 Sir Nigel Gresley - sopravvissuta
- 60004 Great Snipe poi William Whitelaw (dal 23/7/1941)
- 60018 Sparrow Hawk
- 60019 Bittern - sopravvissuta
- 60020 Guillemot
- 60006 Herring Gull poi Sir Ralph Wedgwood (dal 6/1/1944)
- 60021 Wild Swan
- 60022 Mallard - sopravvissuta
- 4469 Gadwall poi Sir Ralph Wedgwood (dal 1/3/1939) distrutta in un raid aereo su York il 6/6/1942
- 60002 Pochard poi Sir Murrough Wilson (dall'8/4/1939)
- 60001 Garganey poi Sir Ronald Mattews (11/3/1939)
- 60032 Gannet
- 60005 Capercaillie poi Charles H. Newton (dal 19/8/1942) rinominata Sir Charles Newton (dal 4/6/1943)
- 60033 Seagull
- 60034 Peregrine poi Lord Farringdon (dal 24/3/1948)

## Curiosità

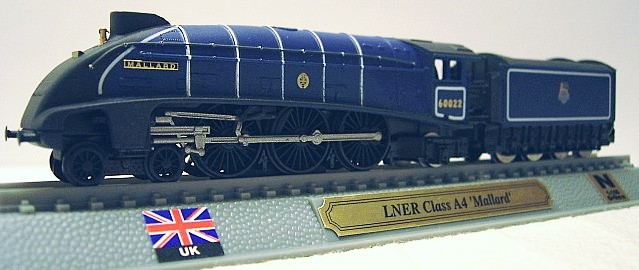
Riproduzione modellistica in scala N della Mallard con marcature e livrea British Rail

- Il cognome del personaggio Donald "Ducky" Mallard della serie tv NCIS, è ispirato alla locomotiva, come confermato anche nel sedicesimo episodio della prima stagione.
- Il modellino prodotto dalla nota casa Hornby è giustamente amato e apprezzato dai collezionisti di tutto il mondo e non soltanto dai cultori dello stile inglese e della scala 00.
- Ha ricevuto anche un omaggio fumettistico, ad opera dei cartoonist Charlie Martin e Daniel Branca in Qui, Quo, Qua e il Germano volante, stampata per l'Italia su Zio Paperone numero 164 del maggio 2003 (titolo originale: Huey, Dewey and Louie - The Flying Mallard)